# NGC 1427
NGC 1427 is een elliptisch sterrenstelsel in het sterrenbeeld Oven. Het hemelobject ligt 68 miljoen lichtjaar (20,925 × 106 parsec) van de Aarde verwijderd en werd op 28 november 1837 ontdekt door de Britse astronoom John Herschel. Het bevindt zich in de buurt van NGC 1427A.

## Synoniemen
- PGC 13609
- ESO 358-52
- MCG 6-9-21
- FCC 276